# Smith & Wesson M&P
Smith & Wesson M&P (Millitary & Police) — полуавтоматический пистолет с полимерной рамкой, короткой отдачей и запирающимся затвором, представленный летом 2005 года американской компанией Smith & Wesson. В нём используется система отдачи ствола. Хотя M&P ориентирован на правоохранительные органы, он также широко доступен и популярен на гражданском рынке.

## История
M&P представляет собой гибридную эволюцию конструкции Smith & Wesson Sigma и Smith & Wesson SW99, но не имеет общих деталей, совместимых с ними. Дизайн M&P имеет улучшенный спусковой крючок и улучшенную эргономику. Стандартная планка Пикатинни и более высокое сцепление были обеспечены улучшенным захватом и бобровым хвостом. Многие эргономические элементы исследования, которые были включены в Sigma и Smith & Wesson SW99, были перенесены в M&P. Улучшенный вес и чувствительность спускового крючка, а также уникальный метод разборки (не требующий холостого нажатия на спусковой крючок) должны были отличать M&P от популярных пистолетов Glock.

## Описание
M&P — полуавтоматический пистолет с ударником. Эта система спускового крючка предотвращает выстрел из огнестрельного оружия, если спусковой крючок не нажат полностью, даже при падении пистолета. В качестве опции доступны внутренний замок и/или отсоединение магазина, а в 2009 году стал доступен дополнительный внешний предохранитель для большого пальца.
Рамка пистолета изготовлена из полимера Zytel, усиленного шасси из нержавеющей стали. Пистолет поставляется с четырьмя съемными и взаимозаменяемыми вставками для рукоятки и имеет угол захвата 108°. Затвор и ствол изготовлены из нержавеющей стали, которая после закалки подвергается запатентованному процессу азотирования под названием мелонит. Процесс мелонита позволяет получить матово-серую небликующую поверхность с твердостью поверхности 68 единиц по шкале Роквелла C. Пистолет имеет низкий профиль затвора, который удерживает ось ствола близко к руке стрелка и делает стрельбу из M&P более удобной за счет уменьшения подъёма дульного среза и позволяет быстрее восстанавливать прицел в быстрой последовательности стрельбы. Затвор имеет четыре точки контакта с рамой. Это было сделано для того, чтобы рельсовая система самоочищалась, оставляя место для выпадения грязи или мелких посторонних предметов из оружия.
Когда затвор пистолета входит в батарею, ударник входит в зацепление с шепталом. В этот момент шептало удерживается в частично взведенном состоянии. Когда нажимается спусковой крючок M&P, спусковая скоба сначала входит в зацепление с предохранительным плунжером, поднимая его вверх и освобождая ударник. В крайнем заднем положении спусковой скобы она входит в зацепление с шепталом. Шептало поворачивается вниз спусковой скобой, полностью взводится, а затем отпускает ударник. Он контактирует с капсюлем патрона, который, в свою очередь, воспламеняет порох и продвигает пулю вперед. По словам оружейника M&P Дэна Беруэлла, угол задней поверхности шептала создает кулачковое действие на ударник. Это кулачковое действие очень немного перемещает его назад во время нажатия на спусковой крючок, тем самым завершая «взведение». Эта система похожа на частично натянутый предохранитель в серии пистолетов Glock. Когда пистолет переходит к следующему выстрелу, он автоматически устанавливается в положение взведения на 98 %. Поскольку предохранитель взведен только на 98 % до нажатия на спусковой крючок, Smith & Wesson классифицирует действие M&P как пистолет с предохранителем только двойного действия.
Заводской спусковой крючок M&P шарнирного типа, имеет ход 7,6 мм (0,3 дюйма) и рассчитан на 29 Н (6,5 фунта на силу ). Модели M&P45c имеют немного более высокое номинальное усилие спуска 31 Н (7,0 фунта на силу ). Серия M&P40 Pro, ориентированная на соревнования, имеет уменьшенное усилие спуска на 20 Н (4,5 фунта на силу ) из-за установки центрального шептала Smith & Wesson Performance. Модели, одобренные Массачусетсом (Массачусетс), имеют усилие спуска 45 Н (10 фунтов на силу). Пистолеты поставляются с двумя магазинами.
Стандартные прицельные приспособления трехточечного типа изготовлены из стали. И мушка, и целик расположены в затворе типа «ласточкин хвост» и могут перемещаться по горизонтали для корректировки горизонтальной поправки. Встроенная планка Пикатинни находится под затвором на передней части рамы для крепления тактических фонарей, лазеров и других аксессуаров.
Для рынков Калифорнии, Массачусетса, Нью-Йорка, Нью-Джерси, Австралии и Канады доступны версии магазина на десять патронов для каждого пистолета. Тритиевые ночные прицелы Novak доступны как для полноразмерной, так и для компактной версии. Ещё одним дополнительным аксессуаром является булавка для темляка из нержавеющей стали. Новая булавка заменяет оригинальную прочную пластиковую на ту, что со встроенным кольцом из нержавеющей стали для использования со шнурком.

## Варианты

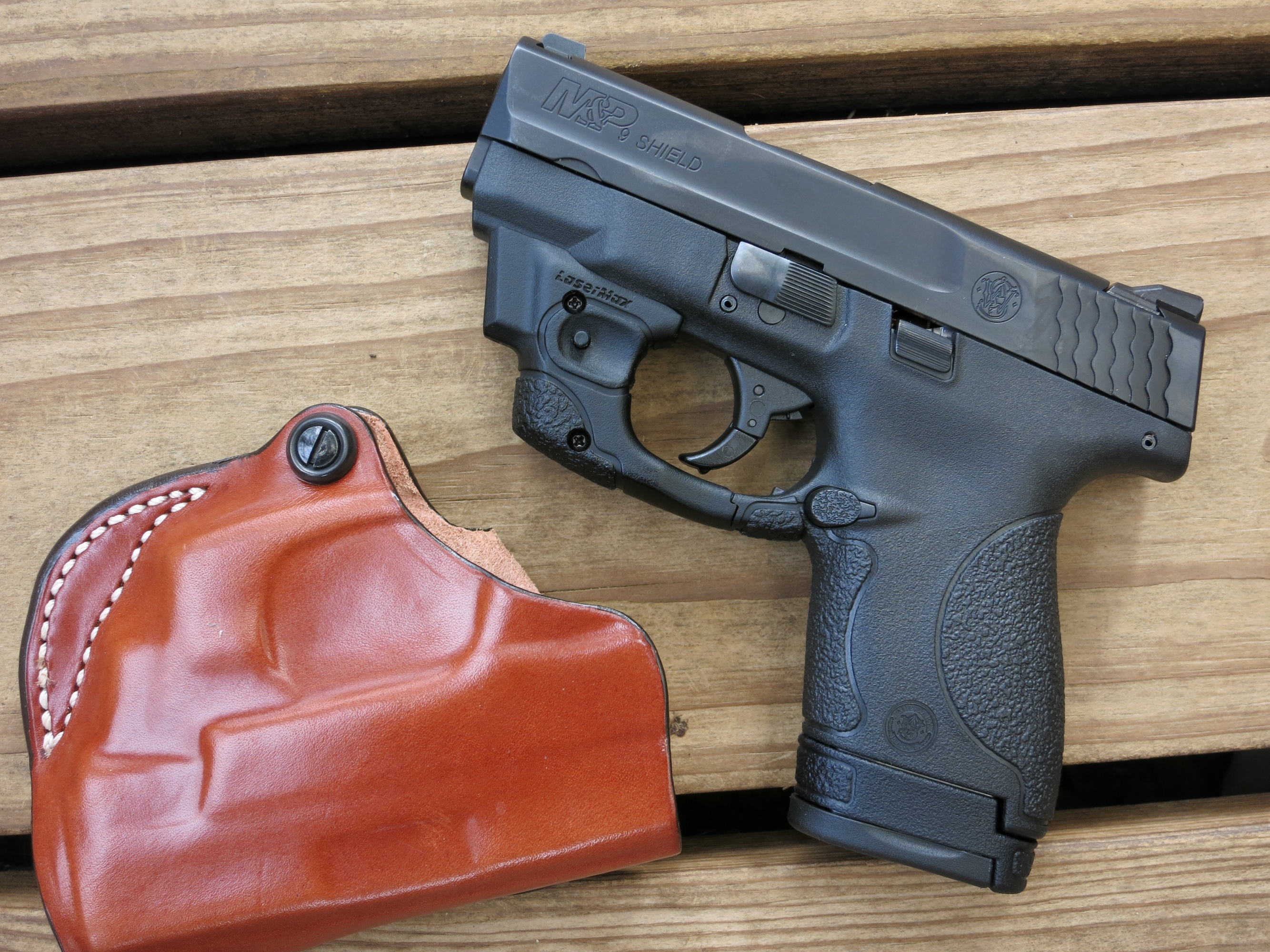
Smith & Wesson M&P9 Shield с лазерным прицелом

M&P доступен в калибрах 9×19 мм Parabellum, .30 Super Carry, .380 ACP, .40 S&W и .45 ACP и 10mm Auto с длиной ствола 79, 89, 102, 104, 108, 114 или 127 мм (3,1, 3,5, 4,0, 4,1, 4,3, 4,5 или 5,0 дюйма). Версия под патрон .357 SIG снята с производства.

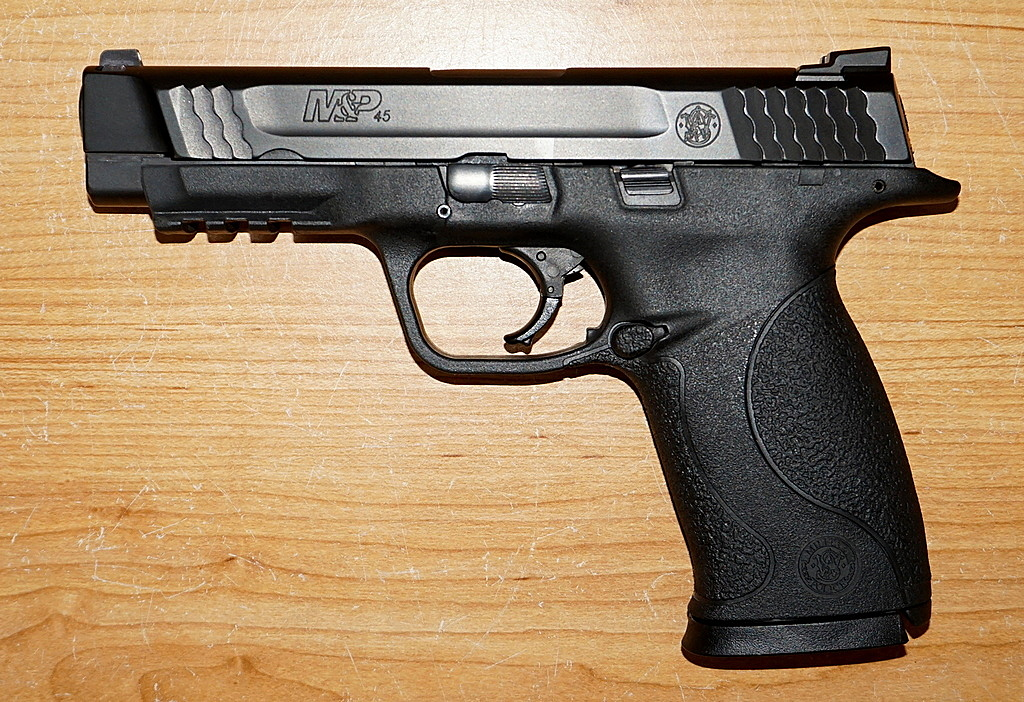
Smith & Wesson M&P45. Полноразмерный

| Модель                    | Длина ствола    | Патрон          | Вместимость    | Размеры              | Размеры           | Вес              | Цвет рамы              |
| Модель                    | Длина ствола    | Патрон          | Вместимость    | Миллиметры           | Дюймы             | Вес              | Цвет рамы              |
| ------------------------- | --------------- | --------------- | -------------- | -------------------- | ----------------- | ---------------- | ---------------------- |
| M&P22                     | 104 мм (4,1 ″)  | .22 LR          | 10 или 12      | 41 × 140 × 191       | 1.6 × 5,5 × 7.5   | 680 г (24,0 oz)  | Черный                 |
| M&P22 Compact             | 91 мм (3,6 ″)   | .22 LR          | 10             | 38 × 127 × 170       | 1.5 × 5,0 × 6.7   | 430 г (15,3 oz)  | Черный                 |
| Compact                   | 89 мм (3,5 ″)   | 9 мм            | 10 или 12      | 30 × 109 × 170       | 1,2 × 4,3 × 6.7   | 620 г (21,7 oz)  | Чёрный или темно-серый |
| Compact                   | 89 мм (3,5 ″)   | .40 S&W         | 10             | 30 × 109 × 170       | 1,2 × 4,3 × 6.7   | 620 г (21,9 oz)  | Чёрный или темно-серый |
| Compact                   | 89 мм (3,5 ″)   | .357 SIG        | 10             | 30 × 109 × 170       | 1,2 × 4,3 × 6.7   | 630 г (22,2 oz)  | Чёрный или темно-серый |
| Full Size                 | 108 мм (4,25 ″) | 9 мм            | 10 или 17      | 30 × 140 × 191       | 1,2 × 5,5 × 7.5   | 680 г (24,0 oz)  | Черный или темно-серый |
| Full Size                 | 108 мм (4,25 ″) | .40 S&W         | 10 или 15      | 30 × 140 × 191       | 1,2 × 5,5 × 7.5   | 687 г (24,25 oz) | Черный или темно-серый |
| Full Size                 | 108 мм (4,25 ″) | .357 SIG        | 10 или 15      | 30 × 140 × 191       | 1,2 × 5,5 × 7.5   | 720 г (25,5 oz)  | Черный                 |
| M&P9L                     | 127 мм (5,0 ″)  | 9 мм            | 10 или 17      | 30 × 140 × 210       | 1,2 × 5,5 × 8,25  | 710 г (25,2 oz)  | Черный                 |
| M&P9 Pro Series           | 108 мм (4,25 ″) | 9 мм            | 10, 15, or 17  | 30 × 140 × 191       | 1,2 × 5,5 × 7,5   | 680 г (24,0 oz)  | Черный                 |
| M&P9 Pro Series 5"        | 127 мм (5,0 ″)  | 9mm             | 10, 15, или 17 | 30 × 140 × 210       | 1,2 × 5,5 × 8,25  | 680 г (24,0 oz)  | Черный                 |
| M&P40 Pro Series          | 108 мм (4,25 ″) | .40 S&W         | 15             | 30 × 140 × 191       | 1,2 × 5,5 × 7,5   | 680 г (24,0 oz)  | Черный                 |
| M&P40 Pro Series 5"       | 127 мм (5,0 ″)  | .40 S&W         | 15             | 30 × 140 × 216       | 1,2 × 5,5 × 8,5   | 740 г (26,0 oz)  | Черный                 |
| M&P45c — Compact Size     | 102 мм (4,0 ″)  | .45 ACP         | 8              | 30,5 × 121,9 × 181,0 | 1,2 × 4,8 × 7,125 | 740 г (26,2 oz)  | Черный или темно-серый |
| M&P45 — Mid-Size          | 102 мм (4,0 ″)  | .45 ACP         | 10             | 30 × 140 × 191       | 1,2 × 5,5 × 7,5   | 790 г (27,7 oz)  | Черный или темно-серый |
| M&P45 — Full Size         | 114 мм (4,5 ″)  | .45 ACP         | 10             | 30 × 140 × 197       | 1,2 × 5,5 × 7,75  | 840 г (29,6 oz)  | Черный или темно-серый |
| M&P 10mm M2.0 — Mid-Size  | 102 мм (4,0 ″)  | 10mm Auto       | 15             | 33 × 142 × 183       | 1,3 × 5,6 × 7,2   | 790 г (27,8 oz)  | Черный                 |
| M&P 10mm M2.0 — Full Size | 117 мм (4,6 ″)  | 10mm Auto       | 15             | 33 × 142 × 201       | 1,3 × 5,6 × 7,9   | 830 г (29,3 oz)  | Черный                 |
| M&P Shield                | 79 мм (3,1 ″)   | 9 мм            | 7 или 8        | 24 × 117 × 155       | 0,95 × 4,6 × 6,1  | 540 г (19,0 oz)  | Чёрный                 |
| M&P Shield                | 79 мм (3,1 ″)   | .40 S&W         | 6 или 7        | 24 × 117 × 155       | 0,95 × 4,6 × 6,1  | 540 г (19,0 oz)  | Чёрный                 |
| M&P Shield                | 84 мм (3,3 ″)   | .45 ACP         | 6 или 7        | 165 (длина)          | 6.5 (длина)       | 580 г (20,5 oz)  | Чёрный                 |
| M&P Shield EZ             | 93 мм (3,675 ″) | .30 Super Carry | 10             | 173 (длина)          | 6.8 (длина)       | 610 г (21,6 oz)  | Черный                 |
| M&P Shield EZ             | 93 мм (3,675 ″) | .380 ACP        | 8              | 170 (длина)          | 6.7 (длина)       | 520 г (18,5 oz)  | Черный                 |
| M&P Shield EZ             | 93 мм (3,675 ″) | 9 мм            | 8              | 172 (длина)          | 6.8 (длина)       | 660 г (23,2 oz)  | Черный                 |
| M&P Bodyguard 380         | 70 мм (2,75 ″)  | .380 ACP        | 6              | 19 × 104 × 133       | ,75 × 4,1 × 5,25  | 340 г (12,0 oz)  | Черный                 |
| M&P Shield Plus           | 79 мм (3,1 ″)   | .30 Super Carry | 13 или 16      | 28 × 117 × 155       | 1,1 × 4,6 × 6,1   | 550 г (19,3 oz)  | Чёрный                 |
| M&P Shield Plus           | 79 мм (3,1 ″)   | 9 мм            | 10 или 13      | 28 × 117 × 155       | 1,1 × 4,6 × 6,1   | 570 г (20,2 oz)  | Чёрный                 |

## Пользователи
- Австралия
- Бельгия
- Канада
- Колумбия
- Франция
- Индия
- Италия
- Ирак
- Ливан
- Малайзия: Управление тюрем Малайзии[англ.]
- Мексика
- Пакистан
- Пуэрто-Рико
- Республика Корея
- Испания
- Тринидад и Тобаго
- Таиланд
- ООН
- США